# بفولغريشيم
بفولغريشيم (بالفرنسية: Pfulgriesheim)‏ هي بلدية تقع في إقليم الراين الأسفل من منطقة ألزاس في شمال شرق فرنسا. تبلغ مساحة هذه المدينة 4.81 (كم²)، يبلغ عدد سكانها 1296 نسمة حسب إحصاء المعهد الوطني للإحصاء والدراسات الاقتصادية سنة 2009 م. وترأس Jean-Pierre Mehn البلدية خلال فترة (2001 - 2008).

## أعلام
- برايس كونراد

## وصلات خارجية
- صفحة البلدية على موقع المعهد الوطني للإحصاء والدراسات الاقتصادية (بالفرنسية)